# Lijst van burgemeesters van Born
Dit is een lijst van burgemeesters van de voormalige Nederlandse gemeente Born tot de opheffing in 2001.
| Ambtsperiode | Naam burgemeester     | Partij of stroming | Bijzonderheden                                 |
| ------------ | --------------------- | ------------------ | ---------------------------------------------- |
| 18?? - 18??  | W.R. Hausmans         |                    |                                                |
| 18?? - 1851  | K. Bovens             |                    |                                                |
| 1851 - 1869  | L. Savelkoul          |                    |                                                |
| 1869 - 18??  | C. Lebens             |                    |                                                |
| 1875 - 1882? | M.K. Haussmans        |                    |                                                |
| 1882 - 1884  | J.C. Nelissen         |                    |                                                |
| 1884 - 1889  | F.J. Meuffels         |                    | tevens burgemeester van Susteren (1876 - 1899) |
| 1899 - 1921  | J.M.H. Welters        |                    |                                                |
| 1921 - 1942  | P.J. Hoen             |                    |                                                |
| 1942 - 1943  | Jan Hendrik Oonk      | NSB                |                                                |
| 1943 - 1944  | M.G. Bouts            |                    |                                                |
| 1944 - 1956  | P.J. Hoen             |                    |                                                |
| 1956 - 1982  | Jan (J.C.A.N.) Onland | KVP / CDA          |                                                |
| 1982 - 1995  | Hub (P.L.H.) Creemers | CDA                |                                                |
| 1995 - 2001  | Guus (G.K.) Swillens  | PvdA               |                                                |